# 닥터 루크
루커즈 서배스천 곳월드(Lukasz Sebastian Gottwald, 1973년 9월 26일 ~ )는 닥터 루크(Dr. Luke)라는 이름으로 잘 알려진 미국의 음악 프로듀서이다. 매우 많은 유명한 곡들을 만든 프로듀서들중 한명이고, "히트곡 자판기"라는 별명이 있을정도로 수많은 히트곡과 아티스트를 배출했다. 현재 케샤와 강간건 소송이 진행되고 있었으며 23일 닥터루크에게 성적 학대를 당한적이 없다고 부인한 케샤의 증언 영상이 나오며  2016년 8월 2일 캘리포니아 법원은 케샤가 제기한 성폭행 관련 소송을 기각했다